# Thomas Gullickson
Thomas Edward Gullickson (14 de agosto de 1950) es un prelado estadounidense de la Iglesia Católica Romana . Es nuncio apostólico en el cuerpo diplomático de la Santa Sede desde 2004. Gullickson estuvo destinado en Suiza y Liechtenstein desde 2015 hasta su jubilación a finales de 2020.

## Primeros años
Nacido en Sioux Falls, Dakota del Sur, Estados Unidos, monseñor Thomas Gullickson fue ordenado sacerdote para la Diócesis de Sioux Falls por el obispo Lambert Hoch el 27 de julio de 1976. Estudió Derecho Canónico en la Pontificia Universidad Gregoriana de Roma, escribiendo su tesis doctoral en 1985 sobre El Obispo Diocesano: Moderador y Patrocinador del Ministerio de la Palabra. Un estudio comparativo de la legislación tridentina y el Código de Derecho Canónico de 1983. 

## Carrera diplomática
Para prepararse para una carrera diplomática, monseñor  Gullickson ingresó en la Pontificia Academia Eclesiástica en Roma en 1981.  Ingresó en el servicio diplomático de la Santa Sede el 1 de mayo de 1985 y sirvió en misiones diplomáticas en Ruanda, Austria, Checoslovaquia, Jerusalén, Israel y Alemania. 
El 2 de octubre de 2004, el Papa Juan Pablo II nombró a Gullickson arzobispo titular de Polymartium y nuncio apostólico en Trinidad y Tobago, Bahamas, Dominica, San Cristóbal y Nieves, Santa Lucía y San Vicente y las Granadinas, todas naciones insulares en el Mar Caribe .  monseñor Gullickson recibió su consagración episcopal el 11 de noviembre de 2004, de manos del cardenal Giovanni Lajolo, con los obispos Robert Carlson y Paul Dudley como co-consagrantes. 
El 15 de diciembre de 2004, monseñor Gullickson recibió nombramientos adicionales como nuncio apostólico en otras naciones del Caribe: Antigua y Barbuda, Barbados, Jamaica, Guyana y Surinam .  El 20 de diciembre de 2004 fue nombrado nuncio apostólico en Granada .  monseñor Gullickson fue nombrado nuncio apostólico en Ucrania el 21 de mayo de 2011.   Mientras estuvo allí, monseñor Gullickson publicó en Twitter y en su blog sus críticas al Papa Francisco con respecto a la planificación familiar, la eucaristía,  las críticas del Papa a la Curia Romana y las relaciones del Vaticano con Rusia.  
El Papa Francisco nombró a  monseñor Gullickson Nuncio Apostólico en Suiza y Liechtenstein el 5 de septiembre de 2015.  Gullickson anunció en octubre de 2020 su retiro como nuncio apostólico y dijo que planeaba retirarse en Sioux Falls.  El Papa Francisco aceptó su renuncia el 31 de diciembre de 2020. 

## Opiniones sobre la liturgia
monseñor Gullickson ha expresado con frecuencia su preferencia por la forma extraordinaria de la misa en la que el sacerdote se coloca hacia el altar en la misma dirección que la congregación. Lo considera un paso para renovar lo que considera una reverencia adecuada hacia la liturgia ,Es defensor de la misa bajo el rito extraordinario la cual ha celebrado varias veces
.   